# Nesarpalus
Nesarpalus is een geslacht van kevers uit de familie van de loopkevers (Carabidae). De wetenschappelijke naam van het geslacht is voor het eerst geldig gepubliceerd in 1897 door Bedel.

## Soorten
Het geslacht Nesarpalus omvat de volgende soorten:
- Nesarpalus cimensis (Cockerell, 1922)
- Nesarpalus empiricus (Wollaston, 1865)
- Nesarpalus fortunatus (Wollaston, 1863)
- Nesarpalus gregarius (Fauvel, 1897)
- Nesarpalus micans (Wollaston, 1863)
- Nesarpalus pelagicus (Wollaston, 1865)
- Nesarpalus sanctaecrucis (Wollaston, 1864)
- Nesarpalus solitarius (Wollaston, 1863)
- Nesarpalus uyttenboogaarti Emden, 1929